# Sistema museale della Provincia di Ravenna
Il Sistema museale della Provincia di Ravenna è stato istituito nel 1997 e si occupa della valorizzazione del patrimonio conservato nei musei aderenti della provincia di Ravenna. 
Il Sistema museale si occupa anche del coordinamento delle scuole e dell'aspetto didattico dei musei, a partire dall'attività svolta dal Laboratorio provinciale per la didattica museale. Nell'anno scolastico 2007-2008 è stato proposto un gioco di ruolo chiamato "Senio 1945" per approfondire con il gioco la storia della Resistenza italiana nella provincia di Ravenna e il periodo della guerra.

## Musei
Nel 1999 i musei aderenti erano 14, quindi 20, per passare poi a 39 nel 2010.
I musei sono:
Ravenna
- Domus dei tappeti di pietra
- Planetario
- La casa delle marionette
- Museo d'arte della città (MAR)
- Museo dantesco
- Museo del Risorgimento
- Museo etnografico della bassa Romagna "Sgurì"
- Museo nazionale di Ravenna
- Piccolo museo di bambole e altri balocchi
- Tutta l'avventura del mosaico

Classe
- Museo Classis Ravenna – Museo della Città e del Territorio

Cervia
- Musa. Museo del sale
- Museo dei burattini e delle figure

Russi
- Museo civico
- Museo dell'arredo contemporaneo

Bagnacavallo
- Museo civico Le Cappuccine

Fusignano
- Museo civico San Rocco

Alfonsine
- Casa museo Vincenzo Monti
- Museo della battaglia del Senio

Massa Lombarda
- Museo civico Carlo Venturini
- Museo della frutticoltura Adolfo Bonvicini

Lugo
- Casa museo Francesco Baracca

Cotignola
- Museo civico

Faenza
- Museo internazionale delle ceramiche
- Palazzo Milzetti - Museo nazionale dell'età neoclassica in Romagna
- Museo del Risorgimento e dell'Età contemporanea
- Pinacoteca comunale
- Museo all'aperto di arte contemporanea
- Casa museo Raffaele Bendandi
- Museo Carlo Zauli
- Museo di San Francesco
- Fondazione Guerrino Tramonti

Brisighella
- Museo civico Giuseppe Ugonia
- Museo del lavoro contadino
- Museo della Resistenza Cà Malanca

Casola Valsenio
- Giardino delle erbe Augusto Rinaldi Ceroni
- Il Cardello

Riolo Terme
- Museo del paesaggio dell'Appennino faentino

Castel Bolognese
- Museo civico

Bagnara di Romagna
- Museo del castello

Marina di Ravenna
- Museo nazionale delle attività subacquee

Sant'Alberto
- NatuRa

Villanova di Bagnacavallo
- Ecomuseo della civiltà palustre

San Pancrazio
- Museo della vita contadina in Romagna

## Altri musei
Nella provincia di Ravenna ci sono altri musei non aderenti al Sistema museale della provincia di Ravenna.
Bagnara di Romagna
- Museo Pietro Mascagni
- Museo parrocchiale Mons. Alberto Mongardi

Brisighella
- Museo La Signora del Tempo
- Museo della Pieve del Thò

Faenza
- Museo Torricelliano
- Museo Diocesano
- Museo civico di scienze naturali Malmerendi

Lugo
- Casa Gioachino Rossini

Ravenna
- Museo arcivescovile di Ravenna
- Casa Olindo Guerrini

Russi
- Raccolta di Campane

Solarolo
- Museo della Beata Vergine della Salute
- Museo Civico della SS. Annunziata